# کرندال (تگزاس)
کرندال، تگزاس(به انگلیسی: Crandall, Texas) شهری در ایالت تگزاس از ایالات جنوبی ایالات متحده آمریکا است. در سرشماری سال ۲۰۰۰، جمعیت این شهر ۲۷۷۴ نفر اعلام شد.